# فرديناند فون رانجيل
فرديناند فون رانجيل كان مستكشفًا ألمانيًا.